# Wolfsried

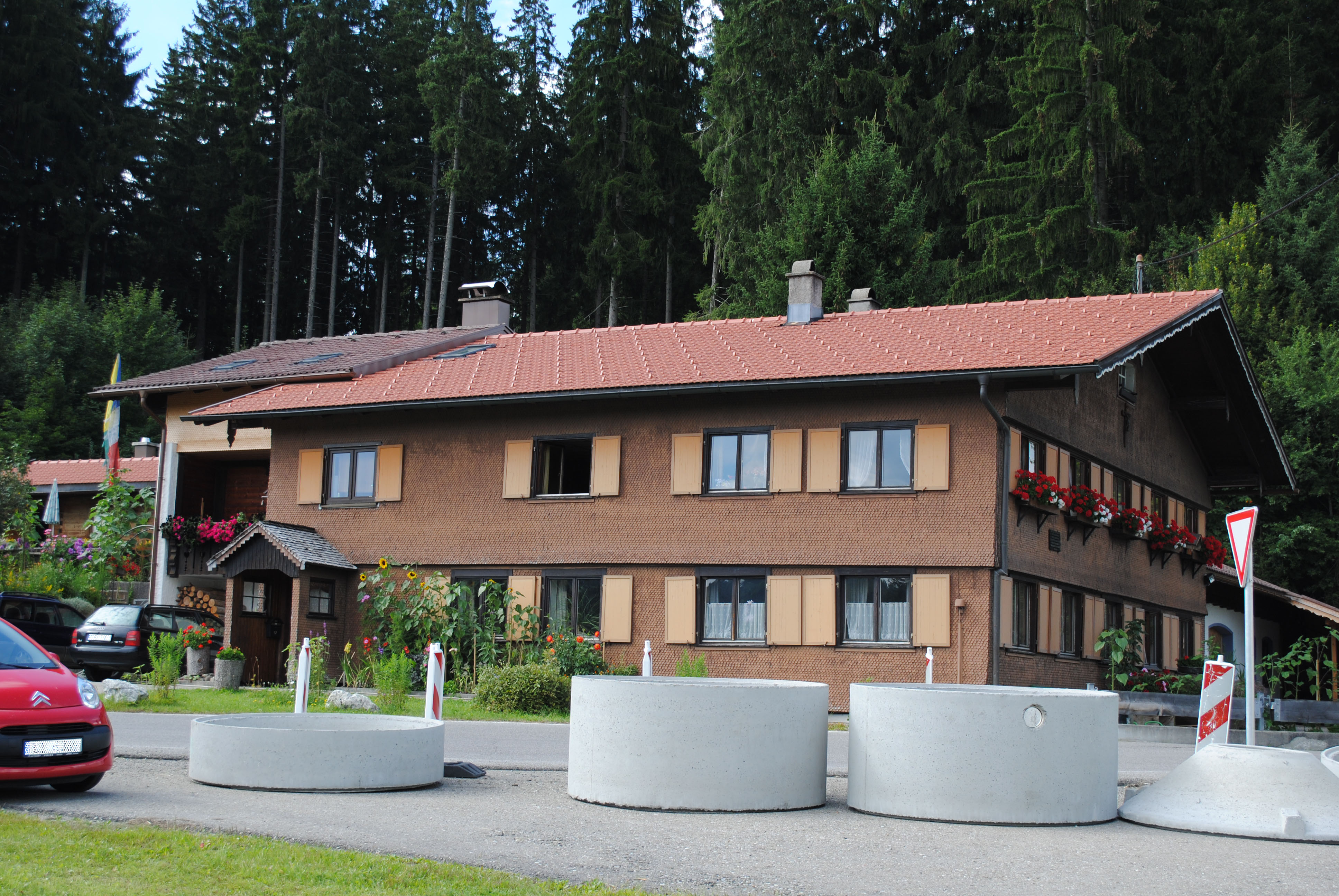
Ehemaliges Siechen- und Armenhaus

Wolfsried (westallgäuerisch: Wolfsriərd) ist ein Gemeindeteil der Gemeinde Stiefenhofen im bayerisch-schwäbischen Landkreis Lindau (Bodensee).

## Geographie
Das Dorf liegt rund 1,5 Kilometer südlich des Hauptortes Stiefenhofen und zählt zur Region Westallgäu. Östlich von Wolfsried verläuft die Bahnstrecke Buchloe–Lindau. Aufgrund der zerstreuten Siedlung des Orts wurde historisch oftmals zwischen Ober- und Unterwolfsried unterschieden.

## Ortsname
Der Ortsname setzt sich aus dem Personennamen Wolf sowie dem Grundwort -ried zusammen und bedeutet in etwa Rodungssiedlung des Wolfs. In historischen Belegen wird der Ort auch Ried oder Rieden genannt.

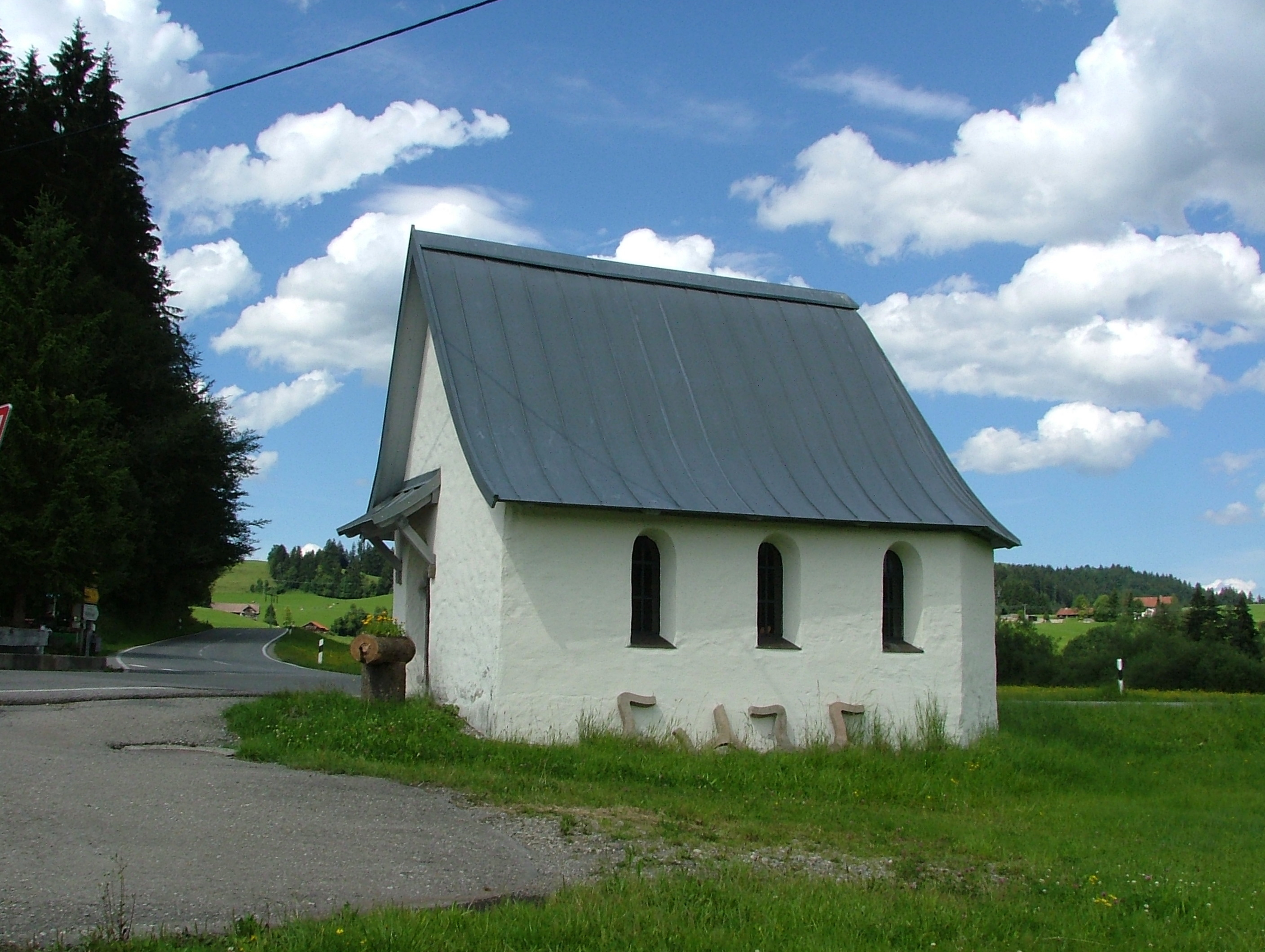
Siechenkapelle

## Geschichte
Wolfsried wurde erstmals im Jahr 1290 durch Abgaben an das Kloster Mehrerau urkundlich erwähnt. 1522 gründete eine montforter Gräfin ein Sondersiechenhaus an der Salzstraße südlich von Wolfsried – später wurde es in ein Armen- und Krankenhaus umgewandelt. Im Jahr 1814 wurden drei Wohnhäuser im Ort gezählt. 1962 erfolgte die Ansiedlung eines Feriendorfs. Im Jahr 1989 wurde ein im Ort befindliches Hotel in eine psychosomatische Klinik umgewandelt.

## Baudenkmäler
- Siehe: Liste der Baudenkmäler in Wolfsried

## Einrichtungen
In Wolfsried befindet sich eine psychosomatische Klinik mit 105 stationären Behandlungsplätzen.